# Dan Hicks
Daniel Ivan Hicks (Little Rock (Arkansas), 9 december 1941 – Mill Valley, 6 februari 2016) was een Amerikaans singer-songwriter.

## Biografie
In 1967 vormde Hicks zijn band Dan Hicks and his Hot Licks, die in 1971 uit elkaar viel. Later volgden nog verschillende reünies. Begin jaren '90 richtte hij de band The Accoustic Warriors op. Met deze groep nam hij in 1996 één album op. In 2000 gebruikte Hicks de naam Hot Licks opnieuw en maakte het album Beatin' the Heat. In 2013 kwam zijn laatste album Live at Davies uit. Hicks kon country swing, jazz, bluegrass, pop, folk en gypsy music spelen.
Hicks is onder meer bekend van het nummer I Scare Myself, dat gecoverd is door Thomas Dolby.
In 2014 werd hij gediagnosticeerd met leverkanker. In 2015 kreeg hij er keelkanker bij en overleed in 2016 op 74-jarige leeftijd.
- Bibliothèque nationale de France: cb14037165w (data)
- Gemeinsame Normdatei: 1133572014
- International Standard Name Identifier: 0000 0000 7841 0078
- Library of Congress Control Number: n94108389
- MusicBrainz: c102c9de-1c02-432e-bc48-342f9124b118
- Nederlandse Thesaurus van Auteursnamen: 09794498X
- Virtual International Authority File: 73092386
- WorldCat: E39PBJmDk6ymQCFDY6dkw8dG73